# توماس فريمان (لاعب كريكت)
توماس فريمان (16 أبريل 1923 في نيوزيلندا - 20 يونيو 2003) (بالإنجليزية: Thomas Freeman)‏ هو لاعب كريكت نيوزلندي.

## وصلات خارجية
- توماس فريمان على موقع إي آس بي آن كريك إنفو (الإنجليزية)